# Oliver Christensen
Oliver Christensen (Kerteminde, 22 marzo 1999) è un calciatore danese, portiere dello Sturm Graz, in prestito dalla Fiorentina.

## Carriera

### Club

#### Odense
Cresciuto nel settore giovanile dell'Odense, ha esordito in prima squadra il 22 ottobre 2018 disputando l'incontro di Superligaen pareggiato 1-1 contro il Brøndby.

#### Herta Berlino
Il 26 agosto 2021 viene acquistato dall'Hertha Berlino. Durante tutta la stagione regolare di Bundesliga il giocatore non scenderà mai in campo, esordendo ufficialmente con il club solo nei play-out per la retrocessione a causa degli infortuni di Alexander Schwolow e Marcel Lotka. Durante l'annata 2022-2023 ricopre il ruolo di portiere titolare del club berlinese, che al termine della stessa retrocede in Zweite Bundesliga da ultima in classifica. Termina la propria esperienza in Germania collezionando in due stagioni un totale di 38 presenze.

#### Fiorentina
Il 10 agosto 2023 si trasferisce alla Fiorentina a titolo definitivo, dove ricopre il ruolo di dodicesimo dietro a Pietro Terracciano.
Esordisce con i viola il 27 agosto da titolare nella partita casalinga contro il Lecce, pareggiata per 2-2. Confermato titolare anche nella successiva trasferta contro l'Inter, troverà continuità solo nella fase a gironi di Conference League dove sarà titolare in 4 delle sei partite. Fa il suo esordio anche in Coppa Italia contro il Parma negli ottavi risultando decisivo nel risultato finale; si ripete nei quarti di finale contro il Bologna. Complice un infortunio, rimane fuori dal campo per alcune settimane e chiuderà la stagione con altre due presenze in Serie A totalizzandone dieci in totale tra tutte le competizioni.
Nel suo secondo anno in viola, complice l'arrivo di David De Gea, si trova ad essere il quarto portiere in rosa, fuori dalle convocazioni del nuovo tecnico Raffaele Palladino.

#### Prestito alla Salernitana
Il 22 gennaio 2025 viene ceduto in prestito alla Salernitana, militante in Serie B. Fa il proprio esordio da titolare con i granata quattro giorni dopo, nella sconfitta esterna contro il Pisa (1-0). Nonostante il giocatore abbia offerto prestazioni convincenti, chiude la stagione con la retrocessione dei campani in Serie C.

### Nazionale
Ha partecipato agli Europei Under-21 del 2021.

## Statistiche

### Presenze e reti nei club
Statistiche aggiornate al 22 giugno 2025.
| Stagione              | Squadra               | Campionato            | Campionato | Campionato | Coppe nazionali | Coppe nazionali | Coppe nazionali | Coppe continentali | Coppe continentali | Coppe continentali | Altre coppe | Altre coppe | Altre coppe | Totale | Totale |
| Stagione              | Squadra               | Comp                  | Pres       | Reti       | Comp            | Pres            | Reti            | Comp               | Pres               | Reti               | Comp        | Pres        | Reti        | Pres   | Reti   |
| --------------------- | --------------------- | --------------------- | ---------- | ---------- | --------------- | --------------- | --------------- | ------------------ | ------------------ | ------------------ | ----------- | ----------- | ----------- | ------ | ------ |
| 2018-2019             | Odense                | SL                    | 1          | -1         | CD              | 2               | -2              |                    | -                  | -                  |             | -           | -           | 3      | -3     |
| 2019-2020             | Odense                | SL                    | 26+8       | -30 + -9   | CD              | 0               | 0               | -                  | -                  | -                  | -           | -           | -           | 34     | -39    |
| 2020-2021             | Odense                | SL                    | 22+3       | -28 + -1   | CD              | 3               | -5              | -                  | -                  | -                  | -           | -           | -           | 28     | -34    |
| ago. 2021             | Odense                | SL                    | 6          | -10        | CD              | 0               | 0               | -                  | -                  | -                  | -           | -           | -           | 6      | -10    |
| Totale Odense         | Totale Odense         | Totale Odense         | 66         | -79        |                 | 5               | -7              |                    | -                  | -                  |             | -           | -           | 71     | -86    |
| ago.2021-2022         | Hertha Berlino        | BL                    | 0+2        | 0 + -1     | CG              | 0               | 0               | -                  | -                  | -                  | -           | -           | -           | 2      | -1     |
| 2022-2023             | Hertha Berlino        | BL                    | 33         | -68        | CG              | 1               | -4              | -                  | -                  | -                  | -           | -           | -           | 34     | -72    |
| ago. 2023             | Hertha Berlino        | ZL                    | 2          | -2         | CG              | 0               | 0               | -                  | -                  | -                  | -           | -           | -           | 2      | -2     |
| Totale Hertha Berlino | Totale Hertha Berlino | Totale Hertha Berlino | 37         | -71        |                 | 1               | -4              |                    | -                  | -                  |             | -           | -           | 38     | -75    |
| 2023-2024             | Fiorentina            | A                     | 4          | -9         | CI              | 2               | -2              | UECL               | 4                  | -4                 | SI          | 0           | 0           | 10     | -15    |
| 2024-gen. 2025        | Fiorentina            | A                     | 0          | 0          | CI              | 0               | 0               | UECL               | 0                  | 0                  | -           | -           | -           | 0      | 0      |
| Totale Fiorentina     | Totale Fiorentina     | Totale Fiorentina     | 4          | -9         |                 | 2               | -2              |                    | 4                  | -4                 |             | 0           | 0           | 10     | -15    |
| gen.-giu. 2025        | Salernitana           | B                     | 16+2       | -15 + -4   | CI              | -               | -               | -                  | -                  | -                  | -           | -           | -           | 18     | -19    |
| Totale carriera       | Totale carriera       | Totale carriera       | 125        | -178       |                 | 8               | -13             |                    | 4                  | -4                 |             | -           | -           | 137    | -195   |

### Cronologia presenze e reti in nazionale
| Cronologia completa delle presenze e delle reti in nazionale ― Danimarca | Cronologia completa delle presenze e delle reti in nazionale ― Danimarca | Cronologia completa delle presenze e delle reti in nazionale ― Danimarca | Cronologia completa delle presenze e delle reti in nazionale ― Danimarca | Cronologia completa delle presenze e delle reti in nazionale ― Danimarca | Cronologia completa delle presenze e delle reti in nazionale ― Danimarca | Cronologia completa delle presenze e delle reti in nazionale ― Danimarca | Cronologia completa delle presenze e delle reti in nazionale ― Danimarca |
| Data                                                                     | Città                                                                    | In casa                                                                  | Risultato                                                                | Ospiti                                                                   | Competizione                                                             | Reti                                                                     | Note                                                                     |
| ------------------------------------------------------------------------ | ------------------------------------------------------------------------ | ------------------------------------------------------------------------ | ------------------------------------------------------------------------ | ------------------------------------------------------------------------ | ------------------------------------------------------------------------ | ------------------------------------------------------------------------ | ------------------------------------------------------------------------ |
| 11-11-2020                                                               | Brøndby                                                                  | Danimarca                                                                | 2 – 0                                                                    | Svezia                                                                   | Amichevole                                                               | -                                                                        |                                                                          |
| Totale                                                                   |                                                                          | Presenze                                                                 | 1                                                                        |                                                                          | Reti                                                                     | 0                                                                        |                                                                          |